# Seleniuro de niobio (IV)
El seleniuro de niobio(IV) o diseleniuro de niobio es un dicalcogenuro de metales de transición en capas cuya fórmula es NbSe2. El diseleniuro de niobio es un lubricante y un superconductor a temperaturas inferiores a 7,2 K que presenta una onda de densidad de carga (CDW por sus siglas en inglés). El NbSe2 cristaliza en varias formas relacionadas, y puede exfoliarse mecánicamente en capas monatómicas, de forma similar a otras monocapas de dicalcogenuro de metales de transición. La monocapa de NbSe2 presenta propiedades muy diferentes a las del material a granel, como la superconductividad de Ising, el estado metálico cuántico y un fuerte aumento de la CDW.

## Síntesis

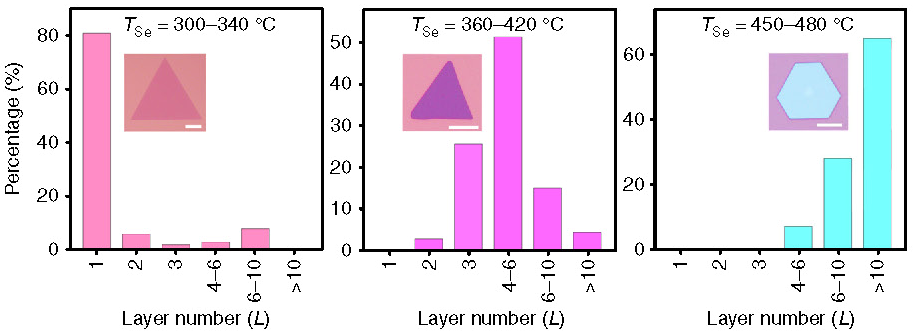
Número de capas de NbSe_{2} en función de la temperatura del polvo de Se durante la CVD.

Los cristales y las películas delgadas de diseleniuro de niobio pueden cultivarse mediante deposición química en fase vapor (CVD). Los polvos de óxido de niobio, selenio y NaCl se calientan a diferentes temperaturas en el rango 300-800 °C a presión ambiente en un horno que permite mantener un gradiente de temperatura a lo largo de su eje. Los polvos se colocan en diferentes lugares del horno y se utiliza una mezcla de argón e hidrógeno como gas portador. El espesor de NbSe2 puede controlarse con precisión variando la temperatura del polvo de selenio.
Las monocapas de NbSe2 también pueden exfoliarse de la masa o depositarse mediante epitaxia de haces moleculares.

## Estructura
El diseleniuro de niobio existe en varias formas, como 1H, 2H, 4H y 3R, donde H significa hexagonal y R romboédrica, y el número 1, 2, etc., se refiere al número de capas de Se-Nb-Se en una celda unitaria. Las capas de Se-Nb-Se están unidas entre sí mediante fuerzas de Van der Waals relativamente débiles y pueden exfoliarse en monocapas de 1H. Se pueden compensar de diversas formas para formar diferentes estructuras cristalinas, siendo la más estable la de 2H.

## Propiedades

### Superconductor
El NbSe2 es un superconductor con una temperatura crítica TC = 7,2 K. La temperatura crítica desciende cuando las capas de NbSe2 son intercaladas por otros átomos, o cuando el espesor de la muestra disminuye, siendo la TC de ~1 K en una monocapa.[3] Estudios recientes muestran fotodetección infrarroja en dispositivos de NbSe2.

### Onda de densidad de carga
Junto con la CDW la red desarrolla una distorsión periódica de la red alrededor de 26 K. Este periodo es tres veces el de la red cristalina, por lo que existe una superred de 3 por 3. También existe una onda de densidad de pares de Cooper correlacionada pero desfasada en 2π⁄3 con la onda de densidad de carga.

### Fricción
Las láminas de NbSe2 desarrollan una mayor fricción cuando son muy delgadas.

## Intercalación
Dado que las capas de NbSe2 sólo están débilmente unidas entre sí, diferentes sustancias pueden penetrar entre las capas para formar compuestos de intercalación bien definidos. Se han fabricado compuestos con helio, rubidio, metales de transición y metales posteriores a la transición. Se pueden añadir átomos adicionales de niobio, hasta un tercio extra, entre las capas.
Se pueden intercalar átomos extra de metales de la primera serie de metales de transición en una proporción de hasta 1:3. Se intercalan entre las capas.
La intercalación de dos átomos de helio por fórmula aumenta la separación entre capas a 2,9 y, la distancia Se-Se, a 3,52.

### Rubidio
Cuando se intercala rubidio, las capas de NbSe2 se separan para acogerlo. Cada capa individual también se comprime ligeramente. La distancia Nb-Se permanece igual, pero la distancia Nb-Nb en la capa aumenta. La distancia Se-Se en la parte superior e inferior de la capa disminuye, y el ángulo Nb-Se-Nb aumenta. La densidad electrónica adicional se transfiere de los átomos de Rb a la capa de niobio.

### Vanadio
El vanadio puede entrar en la estructura 2H NbSe2 hasta el límite del 1% sustituyendo al Nb. Entre el 11% y el 20% forma una estructura 4Hb con el V en coordinación octaédrica entre capas. Por encima del 30% forma una estructura 1T.
La energía de Fermi se desplaza hacia la banda d.

### Hierro
Cuando está dopado con hierro a niveles superiores al 8%, el NbSe2 puede experimentar una transición espín-vidrio a bajas temperaturas.

### Hidrógeno
El hidrógeno puede intercalarse en el NbSe2 a alta presión y alta temperatura. Se pueden incluir hasta 0,9 átomos de hidrógeno por fórmula conservando la misma estructura. Por encima de esta proporción, la estructura cambia a la del MoS2. En esta transición, el eje c cristalográfico aumenta y la susceptibilidad paramagnética cae a cero. El contenido de hidrógeno puede llegar a una proporción molar de 5,2 a 50,5 atmósferas.

### Magnesio
Cuando se intercala magnesio, los estados s de los electrones no se solapan con el selenio, y sólo tiene un pequeño efecto en la reducción de la temperatura crítica superconductora.

## Posibles aplicaciones
Bemol Incorporated fabricó diseleniuro de niobio en Estados Unidos para utilizarlo como lubricante conductor en vacío, ya que tiene un amplio rango de estabilidad térmica, muy baja desgasificación y menor resistencia que el grafito. El NbSe2 se utilizaba como escobillas de motor, o incrustado en plata para hacer una superficie autolubricante.